# Deimos (mytologie)
Deimos (řecky Δεῖμος, česky Hrůza nebo Děs) je v řecké mytologii ztělesněním hrůzy, synem Area (v římské mytologii Marta) a Afrodíté (Venuše) a bratrem Fobovým. Společně se svým bratrem doprovází svého otce, boha války, do bitvy jako jeho vozatajové.
Podle Deima a jeho bratra byly pojmenovány měsíce Marsu – Deimos a Phobos.